# Alejandro Foglia
Alejandro José Foglia Costa (Montevideo, 30 de enero de 1984) es un regatista uruguayo. Estudió en el Colegio y Liceo Alemán de Montevideo y en el Instituto Superior de Educación Física (Universidad de la República).
Ha participado en cuatro Juegos Olímpicos:
- En Atenas 2004 se clasificó en el puesto 34 en la clase Láser.
- En Pekín 2008 fue el abanderado olímpico de Uruguay,[2] y finalizó decimoséptimo en la clase Láser.
- En Londres 2012 consiguió un diploma olímpico al finalizar octavo en la clase Láser, tras obtener un segundo puesto en la medal race.[3][4]
- En Río de Janeiro 2016 terminó en decimonoveno lugar en la clase Finn.

También participó en dos Juegos Panamericanos: 2007 y 2011.
En la clase Optimist fue medalla de bronce por equipos en el Campeonato de América del Sur de 1998, y formó parte del equipo uruguayo en los Juegos Suramericanos de 1998. Tras su paso por la clase Optimist, compitió en la clase Snipe, clasificándose noveno en el campeonato del mundo juvenil de 1999.